# Rennrodel-Weltcup 2001/02
Die Weltcupsaison 2001/02 im Rennrodeln begann am 9. November 2001 im kanadischen Calgary und endete am 27. Januar 2002 in Winterberg. Der Höhepunkt der Saison waren die Olympischen Winterspiele 2002 in Salt Lake City vom 8. bis 24. Februar 2002.
Die Saison wurde an sieben Weltcupstationen ausgetragen.

## Weltcupergebnisse
| Datum              | Ort         | Disziplin     | Sieger                             | Zweiter                           | Dritter                            |
| ------------------ | ----------- | ------------- | ---------------------------------- | --------------------------------- | ---------------------------------- |
| 09. bis 10.11.2001 | Calgary     | Einsitzer (F) | Sylke Otto                         | Silke Kraushaar                   | Barbara Niedernhuber               |
| 09. bis 10.11.2001 | Calgary     | Einsitzer (M) | Georg Hackl                        | Karsten Albert                    | Markus Prock                       |
| 09. bis 10.11.2001 | Calgary     | Doppel (M)    | Patric Leitner Alexander Resch     | André Florschütz Torsten Wustlich | Mark Grimmette Brian Martin        |
| 24. bis 25.11.2001 | Lake Placid | Einsitzer (F) | Sonja Wiedemann                    | Becky Wilczak                     | Angelika Neuner                    |
| 24. bis 25.11.2001 | Lake Placid | Einsitzer (M) | Armin Zöggeler                     | Rainer Margreiter                 | Markus Prock                       |
| 24. bis 25.11.2001 | Lake Placid | Doppel (M)    | Christian Oberstolz Patrick Gruber | Sebastian Schmidt André Forker    | Andreas Linger Wolfgang Linger     |
| 08. bis 09.12.2001 | Königssee   | Einsitzer (F) | Silke Kraushaar                    | Sylke Otto                        | Barbara Niedernhuber               |
| 08. bis 09.12.2001 | Königssee   | Einsitzer (M) | Georg Hackl                        | Armin Zöggeler                    | Karsten Albert                     |
| 08. bis 09.12.2001 | Königssee   | Doppel (M)    | Patric Leitner Alexander Resch     | André Florschütz Torsten Wustlich | Steffen Skel Steffen Wöller        |
| 12. bis 13.12.2001 | Igls        | Einsitzer (F) | Silke Kraushaar                    | Sylke Otto                        | Barbara Niedernhuber               |
| 12. bis 13.12.2001 | Igls        | Einsitzer (M) | Georg Hackl                        | Markus Prock                      | David Möller                       |
| 12. bis 13.12.2001 | Igls        | Doppel (M)    | Markus Schiegl Tobias Schiegl      | Patric Leitner Alexander Resch    | Steffen Skel Steffen Wöller        |
| 15. bis 16.12.2001 | Oberhof     | Einsitzer (F) | Silke Kraushaar                    | Sylke Otto                        | Angelika Neuner                    |
| 15. bis 16.12.2001 | Oberhof     | Einsitzer (M) | Karsten Albert                     | David Möller                      | Denis Geppert                      |
| 15. bis 16.12.2001 | Oberhof     | Doppel(M)     | Steffen Skel Steffen Wöller        | Kurt Brugger Wilfried Huber       | Christian Oberstolz Patrick Gruber |
| 19. bis 20.01.2002 | Sigulda     | Einsitzer (F) | Silke Kraushaar                    | Anna Orlova                       | Angelika Neuner                    |
| 19. bis 20.01.2002 | Sigulda     | Einsitzer (M) | Markus Prock                       | Markus Kleinheinz                 | Rainer Margreiter                  |
| 19. bis 20.01.2002 | Sigulda     | Doppel(M)     | Steffen Skel Steffen Wöller        | Markus Schiegl Tobias Schiegl     | Mark Grimmette Brian Martin        |
| 26. bis 27.01.2002 | Winterberg  | Einsitzer (F) | Sylke Otto                         | Barbara Niedernhuber              | Silke Kraushaar                    |
| 26. bis 27.01.2002 | Winterberg  | Einsitzer (M) | Georg Hackl                        | Tony Benshoof                     | David Möller                       |
| 26. bis 27.01.2002 | Winterberg  | Doppel(M)     | Patric Leitner Alexander Resch     | Chris Thorpe Clay Ives            | Markus Schiegl Tobias Schiegl      |

## Weltcupstände und erreichte Platzierungen
− = keine Teilnahme | dsq = disqualifiziert | dnf = did not finish ("nicht ins Ziel gekommen") | dns = did not start ("nicht angetreten" – gemeldet, aber kein Start)  

### Endstand im Einsitzer der Frauen
| Rang | Name                 | Land               | CAL | LAP | KÖN | IGL | OBE | SIG | WIN | Punkte |
| ---- | -------------------- | ------------------ | --- | --- | --- | --- | --- | --- | --- | ------ |
| 01.  | Silke Kraushaar      | Deutschland        | 2   | –   | 1   | 1   | 1   | 1   | 3   | 555    |
| 02.  | Sylke Otto           | Deutschland        | 1   | –   | 2   | 2   | 2   | 4   | 1   | 515    |
| 03.  | Barbara Niedernhuber | Deutschland        | 3   | –   | 3   | 3   | 4   | 5   | 2   | 410    |
| 04.  | Angelika Neuner      | Österreich         | 5   | 3   | 7   | 5   | 3   | 3   | 8   | 408    |
| 05.  | Becky Wilczak        | Vereinigte Staaten | 4   | 2   | 4   | 6   | 19  | 8   | 5   | 374    |
| 06.  | Anke Wischnewski     | Deutschland        | 6   | –   | 6   | 7   | 7   | 9   | 4   | 291    |
| 07.  | Sonja Manzenreiter   | Österreich         | 14  | 8   | 8   | 11  | 5   | 6   | 9   | 290    |
| 08.  | Simone Eder          | Österreich         | 10  | 5   | 15  | 10  | 10  | 13  | 7   | 265    |
| 09.  | Iluta Gaile          | Lettland           | 9   | 10  | 9   | 9   | 8   | 10  | 15  | 257    |
| 09.  | Veronika Halder      | Österreich         | 12  | 6   | 10  | 12  | 9   | 11  | 11  | 257    |
|      |                      |                    |     |     |     |     |     |     |     |        |
|      |                      |                    |     |     |     |     |     |     |     |        |
| 25.  | Sonja Wiedemann      | Deutschland        | –   | 1   | –   | –   | –   | –   | –   | 100    |

### Endstand im Einsitzer der Männer
| Rang | Name              | Land               | CAL | LAP | KÖN | IGL | OBE | SIG | WIN | Punkte |
| ---- | ----------------- | ------------------ | --- | --- | --- | --- | --- | --- | --- | ------ |
| 01.  | Markus Prock      | Österreich         | 3   | 3   | 4   | 2   | 4   | 1   | 8   | 487    |
| 02.  | Armin Zöggeler    | Italien            | 4   | 1   | 2   | 6   | 5   | 4   | 9   | 449    |
| 03.  | Georg Hackl       | Deutschland        | 1   | –   | 1   | 1   | 9   | dnf | 1   | 439    |
| 04.  | Karsten Albert    | Deutschland        | 2   | –   | 3   | 5   | 1   | 12  | 4   | 402    |
| 05.  | Rainer Margreiter | Österreich         | 5   | 2   | 5   | 8   | 8   | 3   | 15  | 375    |
| 06.  | David Möller      | Deutschland        | 11  | –   | 10  | 3   | 2   | 8   | 3   | 337    |
| 07.  | Tony Benshoof     | Vereinigte Staaten | 6   | 8   | 7   | 12  | 17  | 11  | 2   | 313    |
| 08.  | Markus Kleinheinz | Österreich         | 19  | 7   | 12  | 13  | 12  | 2   | 6   | 297    |
| 09.  | Wilfried Huber    | Italien            | 7   | 10  | 9   | 4   | 7   | 7   | 21  | 293    |
| 10.  | Jaroslav Slavik   | Slowakei           | 13  | 8   | 8   | 7   | 6   | 22  | 11  | 263    |

### Endstand im Doppelsitzer der Männer
| Rang | Namen                                     | Land        | CAL | LAP | KÖN | IGL | OBE | SIG | WIN | Punkte |
| ---- | ----------------------------------------- | ----------- | --- | --- | --- | --- | --- | --- | --- | ------ |
| 01.  | Patric Leitner Alexander Resch            | Deutschland | 1   | –   | 1   | 2   | 4   | 4   | 1   | 505    |
| 02.  | Steffen Skel Steffen Wöller               | Deutschland | 5   | –   | 3   | 3   | 1   | 1   | 5   | 450    |
| 03.  | Markus Schiegl Tobias Schiegl             | Österreich  | 6   | 9   | 4   | 1   | 22  | 2   | 3   | 423    |
| 04.  | Kurt Brugger Wilfried Huber               | Italien     | 12  | 4   | 6   | 4   | 2   | 6   | 11  | 371    |
| 05.  | Mark Grimmette Brian Martin               | USA         | 3   | 17  | 5   | 5   | 5   | 3   | 14  | 357    |
| 06.  | Christian Oberstolz Patrick Gruber        | Italien     | 15  | 1   | 9   | 11  | 3   | 8   | 10  | 347    |
| 07.  | Gerhard Plankensteiner Oswald Haselrieder | Italien     | 9   | 6   | 8   | 7   | 6   | 5   | 4   | 342    |
| 08.  | André Florschütz Torsten Wustlich         | Deutschland | 2   | –   | 2   | 6   | 9   | 13  | 6   | 339    |
| 09.  | Chris Thorpe Clay Ives                    | USA         | 8   | 18  | 15  | 8   | 7   | 10  | 2   | 300    |
| 10.  | Chris Moffat Eric Pothier                 | Kanada      | 4   | 13  | 7   | 12  | 10  | 7   | 7   | 296    |